# Iota Centauri
Désignations
Iota Centauri (ι Cen / ι Centauri) est une étoile de la constellation du Centaure. Sa magnitude apparente est de +2,75.
ι Centauri est une étoile blanche de la séquence principale de type spectral A2V. D'après la mesure de sa parallaxe annuelle par le satellite Hipparcos, elle est située à ∼ 58,8 a.l. (∼ 18 pc) de la Terre. Elle est environ 2,5 fois plus massive que le Soleil et elle est âgée de 350 millions d'années.
L'étoile présente un excès d'émission dans l'infrarouge, ce qui indique la présence d'un disque de débris en orbite. Ce disque s'étend dans un rayon orbital de 6 ua. La poussière est inhabituellement lumineuse pour une étoile de cet âge, ce qui suggère qu'un phénomène doit avoir récemment accru la quantité de poussières, telle qu'une collision entre planétésimaux. Alternativement, les planétésimaux du système pourraient avoir des propriétés inhabituelles. En date de 2011, les recherches d'exoplanètes dans ce système n'avaient encore rien donné.
Iota Centauri apparaît être membre du groupe mouvant d'IC 2391, qui comprend environ 16 étoiles qui se déplacent ensemble dans l'espace, et qui sont probablement nées au sein d'un même nuage moléculaire il y au moins 45 millions d'années.